# Йеникапрузлу
Йеникапрузлу или Козкъръ (на турски: Yenikarpuzlu) е село в Източна Тракия, Турция, вилает Одрин.

## География
Селото се намира на 13 километра югозападно от Ипсала.

## История
Според статистиката на професор Любомир Милетич в 1913 година в Козкърѫ живеят 80 гръцки семейства.